# Nettoyage cryogénique
 (mars 2013).
Si vous disposez d'ouvrages ou d'articles de référence ou si vous connaissez des sites web de qualité traitant du thème abordé ici, merci de compléter l'article en donnant les références utiles à sa vérifiabilité et en les liant à la section « Notes et références ».

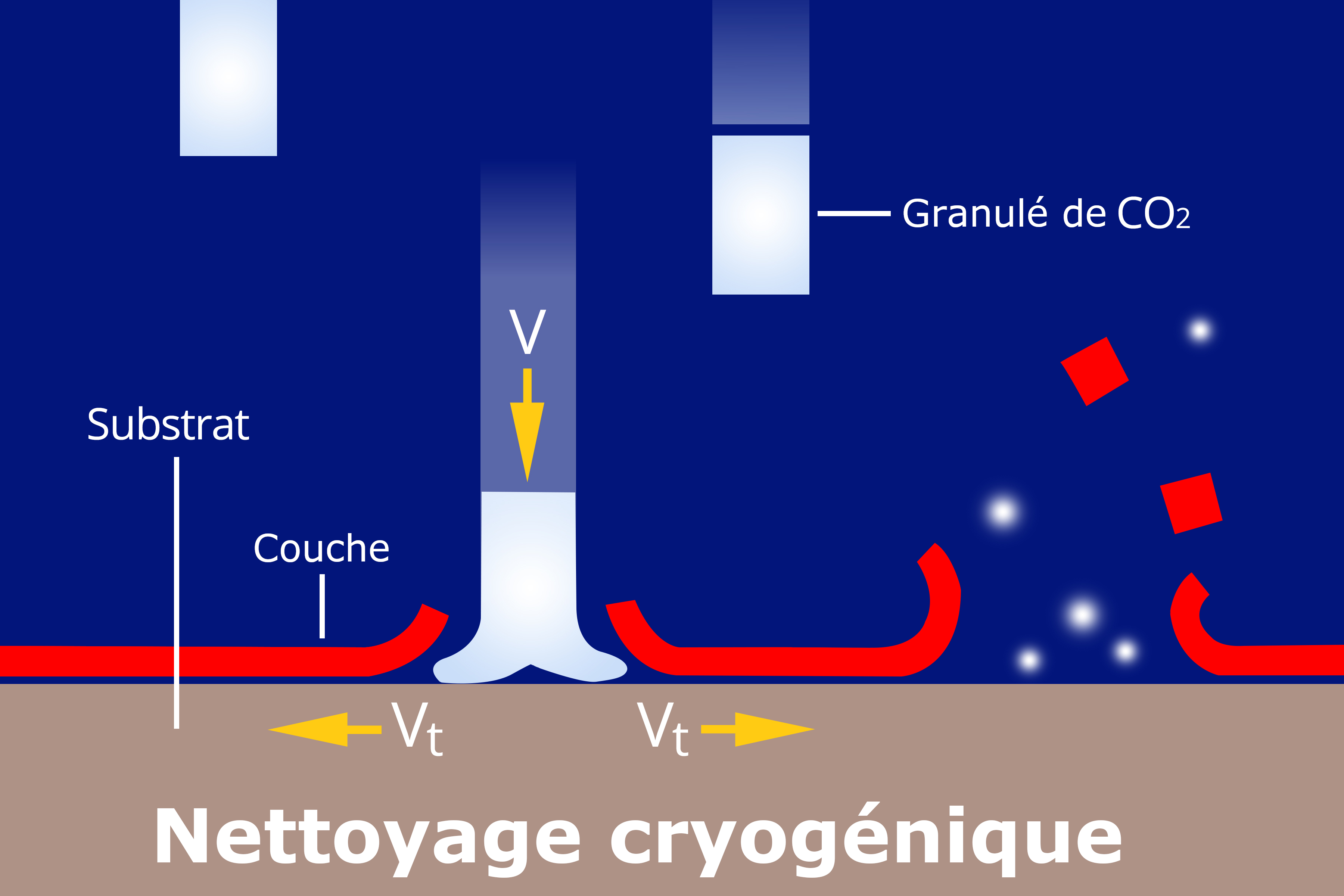
Impact de la glace sèche. Illustration de projection de glace carbonique.

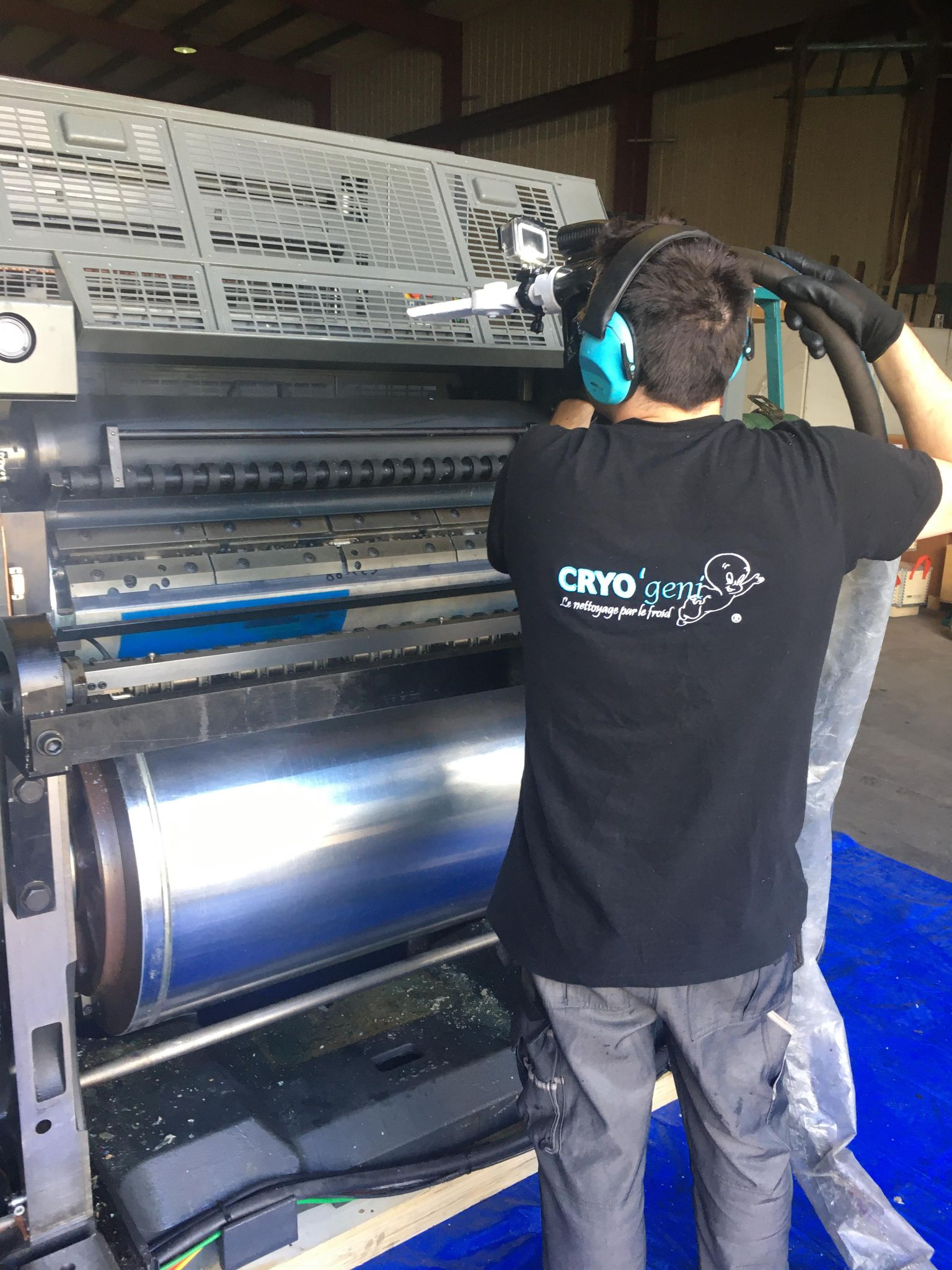
Nettoyage cryogénique d’une machine offset.

Le nettoyage cryogénique est un procédé qui s’apparente au sablage et à l’aérogommage, mais dont le média employé est le CO2 solide ou glace carbonique. La glace carbonique est projetée sur les surfaces à nettoyer dans un flux d’air comprimé.

## Description
Le principe de ce nettoyage repose sur trois effets simultanés qui se produisent lors du contact de la glace carbonique et de la surface polluée :
- L’effet thermique provient de la différence de température entre la glace carbonique (−78,2 °C) et la surface à nettoyer. Cette différence provoque un choc thermique qui va fissurer et rétracter la pollution, ce qui va la détacher de la surface.
- L’effet cinétique ou mécanique provient de l’impact de la glace carbonique sur la pollution, l’effet produit est une fragilisation mécanique de la pollution.
- L’effet physique de sublimation provient des caractéristiques physiques du CO2. Le changement d’état du CO2 de −78,2 °C à 20 °C (température normale) est un changement de solide à gaz sans passer par la phase liquide. C’est la sublimation. Le CO2 prend alors jusqu’à 500 fois son volume et expulse la pollution, déjà fragilisée, de son support.

Ce procédé, très efficace, est un procédé à sec qui ne génère pas de déchets secondaires. Il préserve la surface des supports de par son action mécanique très douce. Il est de 2 à 4 fois plus rapide que les méthodes classiques.[réf. nécessaire]